# Récepteur constitutif des androstanes
Pour les articles homonymes, voir CAR.

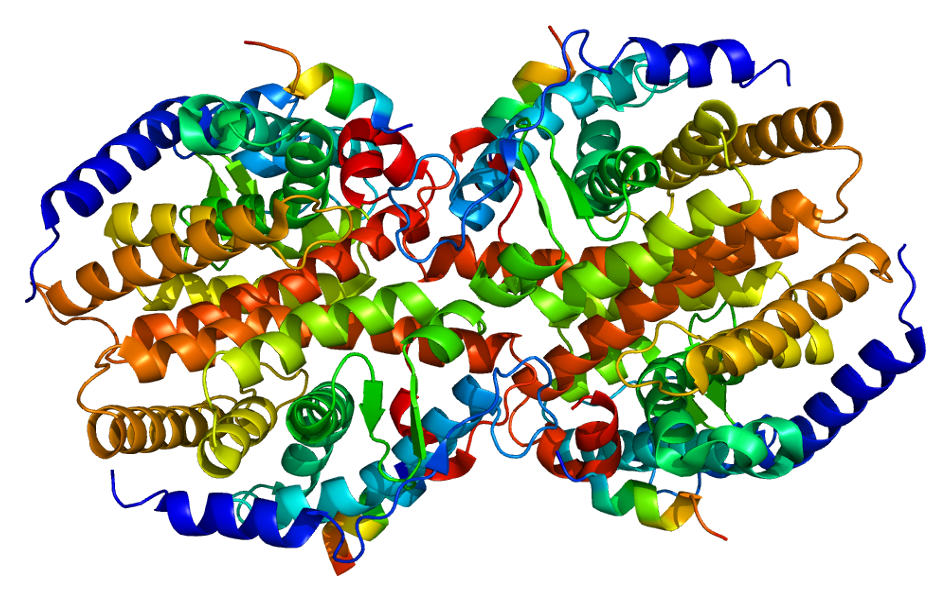
Structure de la protéine NR1I3. Basé sur le rendu PyMOL de PDB

Le récepteur constitutif des androstanes (constitutive androstane receptor, CAR) est une protéine de la superfamille des récepteurs nucléaires, famille des récepteurs à ce jour orphelins.

## Mécanisme d'action
Son mécanisme d'action est relativement particulier au sein de la famille des récepteurs nucléaires puisqu'il est en fait constitutivement, c'est-à-dire en permanence, lié à ses éléments de réponse spécifique en l'absence de ligands, et que c'est la liaison de certains d'entre eux (dont les androstanes) qui va dissocier CAR des promoteurs de ses gènes cibles et inhiber leur expression. À l'inverse un certain nombre de ligands chimiques ou xénobiotiques, comme le phénobarbital, va activer CAR selon un mode classique pour les récepteurs nucléaires, et induire entre autres des gènes de détoxification comme le cytochrome p450. CAR peut également être activé de manière indirecte par des molécules non liées comme le phénobarbital ou la carbamazépine potentiellement par l'activation d'une protéine kinase, l'AMP-Kinase,.
CAR agit sous forme d'un hétérodimère CAR-RXR.

## Fonctions
Les fonctions du CAR sont principalement associées à la détoxification des cellules exposées à des xénobiotiques, principalement au niveau du foie.